# Сальма бинт Амр
Сальма бинт Амр (араб. سلمى بنت عمرو‎; род. Хиджаз) — прабабушка исламского пророка Мухаммеда, жена Хашима ибн Абд Манафа. Она была одной из самых влиятельных женщин племени Бану Хазрадж и дочерью Амра ибн Зейда из клана Бану Наджар, одного из племен в Медине. Она торговала и имела дело с караванами.

## Биография
Была дочерью Амра ибн Зейда из клана Бану ан-Наджар. Из договора, который заключил Мухаммад с евреями Медины, видно, что клан Бану ан-Наджар был еврейским:

Если вы разошлись в чем-то, то это будут решать Аллах и Мухаммад. Иудеи несут расходы вместе с верующими, пока последние воюют. Иудеи Бану Ауф являются общиной вместе с верующими. У иудеев — своя религия, у мусульман — своя религия, свои клиенты, и они самостоятельны. Совершивший проступок и грех наносит вред только себе и членам своей семьи. Иудеям Бану ан-Наджар то же, что и иудеям Бану Ауф.

Отсюда делается вывод, что Сальма была еврейкой. Например, так считает  мусульманский учёный Мохамад Джебара , такого же мнения придерживается Самех аз-Захар, исследователь исламской истории, а также исламовед Джон Эндрю Морроу и другие авторы.
Согласно хадису, приписываемому имаму Джафару ас-Садику, Бану Наджар были кланом племени Бану Хазрадж, которые были прямыми потомками израильского царя Давида. 

## Замужество
Хашим ибн Абд Манаф каждый год проезжал через Ясриб (Медина) и устраивал рынок в Сук аль-Набт; его внимание привлекла веселая и авторитетная манера торговли Сальмы, и он начал тактично расспрашивать о ней. Вскоре он узнал, что она была хорошо известна и уважаема, и очень желанная — настолько, что она заранее выбирала себе мужей и разводилась с ними, когда ей хотелось, и выбирала только лучших. Она была могущественной женщиной, которая наслаждалась своим положением и племенным престижем и не собиралась отказываться от своего домашнего хозяйства и семейной группы. Она оставалась в своем собственном доме и выходила замуж за тех мужчин, которые искали её.
Одним из мужей Салмы был военачальник Ухайха ибн Джула из Бану Джахджаба, ведущая знаменитость в племенной борьбе доисламского периода, который владел одной из крупнейших крепостей в Кубе на окраине Ясриба , Утум ад-Дихьян. Салма имела от него двух сыновей, Амра и Мабада. Другим её мужем был родственник Малик ибн Адий из Бану Наджар, от которого у неё было две дочери, Мулайка и Нувар. Еще одним был Ауф ибн Абдул Ауф ибн Абд ибн Харис ибн Зухра, от которого у нее была дочь Шифа бинт Ауф.
Репутация Хашима была такова, что он не ожидал, что Салма будет чем-то иным, кроме как польщена и довольна его предложением. Однако, вскоре, он обнаружил, к своему огорчению, что, хотя она, безусловно, была готова рассмотреть его предложение, но она выйдет за него замуж только на своих собственных условиях, главным из которых было то, что он согласился позволить ей остаться в её доме в Ясрибе, полностью самостоятельно управлять своими делами и бизнесом, как она привыкла, не поехав с ним в Мекку, чтобы присоединиться к его семье, и когда у них родился сын, она держала мальчика с собой в Ясрибе, пока ему не исполнилось 14 лет или больше.
Хашим согласился, и свадьба состоялась, с условием, что они оба продолжат вести свою жизнь, как и прежде, но Хашим будет навещать и останавливаться в её доме всякий раз, когда приедет в Ясриб, такое соглашение устраивало их обоих. Он провел с ней некоторое время, а затем снова уехал в Аш-Шам (современная Сирия), пока она была беременна.

## Дети
В 497 году н. э. Сальма родила Абд аль-Мутталиба и назвала его Шейба, что означает «древний» или «седовласый» из-за пряди белых волос среди его иссиня-черных волос на голове.
Снова состоялись обсуждения. Её муж хотел, чтобы их сын был с ним в Мекке, как только он будет отнят от груди, но Салма не хотела ни расставаться с ним, ни самой идти и жить в его дом, поэтому она настояла на том, чтобы его образование оставалось её ответственностью, и чтобы он остался в оазисе Ясриб, чтобы воспитываться в доме её отца. И снова Хашим согласился. Никто из семьи Хашима в Мекке не узнал о его рождении в то время. Вскоре после этого Салма родила Хашиму второго ребенка, дочь Рукайю. Её муж умер после того, как заболел во время поездки, возвращаясь из деловой поездки в Сирию в Газу и Святую Землю.
Её зять Аль-Мутталиб ибн Абд Манаф отправился к Шаибу, когда ему было около восьми лет, и попросил Салму доверить Шаибу его заботе. Салма не хотела отпускать сына, а мальчик отказывался покидать свою мать без ее согласия. Затем Муталлиб указал, что возможности, которые может предложить Ясриб, несопоставимы с Меккой. Салма была впечатлена его аргументами, поэтому она согласилась отпустить его.